# 319P/Catalina-McNaught
La cometa Catalina-McNaught, formalmente 319P/Catalina-McNaught, è una cometa periodica del sistema solare.

## Storia della scoperta
La cometa è stata scoperta da Robert H. McNaught il 17 settembre 2008; la sua scoperta è stata annunciata il 19 settembre, ma già il 22 settembre veniva comunicato che Brian Geoffrey Marsden aveva identificato la cometa con l'asteroide 2008 JK scoperto da Andrea Boattini il 2 maggio 2008 nel corso del programma Catalina Sky Survey dedicato alla scoperta di asteroidi e comete. La cometa conseguentemente riceveva il nome di P/2008 S1 (Catalina-McNaught).